# Rudolf Schwalbe
Rudolf Schwalbe (* 15. Juli 1905 in Erlangen; † nach 1940) war ein deutscher Jurist und Kommunalpolitiker (NSDAP). Er war von 1937 bis 1945 Oberbürgermeister der Stadt Eberswalde.

## Leben und Wirken
Schwalbe studierte nach dem Besuch des Gymnasiums Rechtswissenschaften und Volkswirtschaft an den Universitäten München, Erlangen und Kiel. 1926 erwarb er den Abschluss als Diplom-Volkswirt. 1928 trat er sein Referendariat an und promovierte 1930 zum Dr. jur. 1931 legte er die große juristische Staatsprüfung ab.
1923 wurde er Mitglied der NSDAP, nach deren Neugründung er ihr 1926 wieder beitrat, so dass er zu den Alten Kämpfern gehörte. Für die NSDAP war er Hauptschriftleiter verschiedener Zeitungen in Hessen und später als Gauredner tätig. Daneben trat er dem Deutschen Forstverein bei.
1935 wurde er Amtsbürgermeister in Bad Neuenahr. Am 8. Januar 1938 wurde er für zwölf Jahre in das Amt des Oberbürgermeisters von Eberswalde eingeführt. Im ersten Jahr seiner Amtszeit kam es während der Novemberpogrome 1938 in Eberswalde zu Ausschreitungen gegen die jüdische Bevölkerung. Dabei brannte die erst wenige Jahre alte Synagoge ab. Ein Mahnmal (Grundriss der Synagoge) in der Goethestraße erinnert seit 2013 an das Gebäude und die jüdische Gemeinde in Eberswalde. Im Dezember 1938 eröffnete er in Eberswalde nach längerer Zeit wieder eine Kunstausstellung. Neben dem Amt des Oberbürgermeisters übernahm Schwalbe auch die Funktion des Oberfeldführers der Freiwilligen Sanitätskolonne.
1940 wurde Schwalbe zum Wehrdienst bei der deutschen Wehrmacht einberufen und durch den Bürgermeister Georg Gremke vertreten.